# تيزي نثلاثة
تيزي نثلاثة إحدى بلديات دائرة واضية التابعة لولاية تيزي وزو.

## القرى
- إيغيل إيمولا

## مواضيع ذات صلة
- بلديات ولاية تيزي وزو
- دوائر ولاية تيزي وزو